# 히카루의 바둑
《히카루의 바둑》(ヒカルの碁 히카루노고[*])은 홋타 유미와 오바타 다케시가 공동으로 지은 만화책이며, 홋타 유미가 글을 쓰고 오바타 다케시가 그림을 그렸다. 한 소년이 바둑을 알게 된 뒤로 바둑에 흥미를 가지게 되며, 여러 명의 바둑 라이벌들을 만나게 되면서 조금씩 프로 바둑 기사로 성장해 나가는 과정을 그리는 바둑을 소재로 하는 만화이다. 대한민국에서는 《고스트 바둑왕》이라는 제목으로 정식 발매되었다. 피에로에서 만든 일본의 애니메이션으로,TV도쿄 2001년 10월 10일부터 2003년 3월 26일까지 종료했다 이후 KBS 2TV에서 2004년 6월 1일부터 2005년 7월 1일까지 종료했다.

## 만화책
총 23권으로 완결되었다. 일본에서는 첫권인 1권은 1999년 4월 30일에 발매되었고, 마지막권인 23권은 2003년 9월 4일에 발매되었다. 출판은 슈에이샤가 하였다. 대한민국에서는 첫권은 2000년 3월 9일에, 마지막권은 2003년 10월 22일에 발행되었다. 번역과 출판은 서울문화사가 하였다.
2011년에 히카루의 바둑 완전판이라는 제목으로 다시 나오기 시작해 2012년에 20권으로 완결되었다.

## 애니메이션
만화책을 원작으로 한 같은 이름의 애니메이션이 제작되어서 TV에서 방영되었다. 본화 75화와 특별화 2화로 종영되었다.
일본의 애니메이션 제작사 스튜디오 피에로에서 제작하였고, 일본의 방송사인 TV 도쿄에서 매 주 수요일에 방영하였다. 2001년 10월 10일에 첫 화인 1화가 방영되었고, 2003년 3월 26일에 방영된 75화를 마지막화로 종영되었다. 다음 해인 2004년 1월 3일에는 특별화 《북두배로 가는 길》이 방영되기도 하였다.
본화에서는 원작 만화책의 1권부터 17권까지의 내용과, 18권 내용의 일부를 다루었다. 특별화에서는 원작의 19권부터 21권까지의 내용을 다루었다.
대한민국에서는 《고스트 바둑왕》이란 제목으로 히카루의 바둑 애니메이션이 KBS 2TV에서 2004년 6월 1일부터 2005년 7월 1일까지 75화 중 52화까지 방영되었다. 그러나 공중파에서 방영된 탓에 배경은 한국으로, 헤이안 시대는 신라 시대로, 원작의 한국은 중국으로 바뀌는 등 혼란이 많았으며, 매회 방영 후에는 이세돌 9단이 직접 출연하여 바둑 강좌를 하기도 했다.
그 후 케이블 만화전문 채널 투니버스에서 원작의 명칭과 설정을 유지하여 재더빙해 방영하였다.

## 등장인물
- 신도우 히카루
- 후지와라노 사이
- 토우야 아키라 CV:코바야시 사나에(일본), 이현진(한국)
- 토우야 코우요우
- 오가타 세이지
- 쿠와바라 혼인보
- 자마 왕좌
- 이치류 기성
- 쿠라타 아츠시
- 아시와라 히로유키
- 사에키 코우지
- 마시바 미츠루
- 모리시타 시게오
- 츠바키 토시로
- 카도와키 타츠히코
- 이이지마 료
- 아마노(주간바둑 편집자)
- 와야 요시타카
- 이스미 신이치로
- 오치 코우스케
- 후쿠이 유우타
- 나세 아스미
- 혼다 토시노리
- 후지사키 아카리
- 신도우 미츠코
- 츠츠이 키미히로
- 카가 테츠오
- 미타니 유키
- 키시모토 카오루
- 고영하
- 홍수영
- 윤 선생
- 카와이
- 양하이
- 르어핑

## 수상 내역
- 1999년 쇼가쿠칸 만화상 소년부문 - 주간 소년 점프(집영사) ／홋타 유미·오바타 다케시